# Verbascum glabratum
Espèce
Classification APG III (2009)
Verbascum glabratum est une espèce de plantes à fleurs de la famille des Scrofulariacées et du genre Verbascum. 